# Корпоративна социална отговорност
Корпоративна социална отговорност (КСО) има няколко дефиниции. Взаимовръзката между бизнес етиката и корпоративната социална отговорност се проявява в множеството дефиниции, които се предлагат за определяне на същността и обхвата на КСО.
„Световният съвет на бизнеса за устойчиво развитие" определя корпоративната социална отговорност като задължение на бизнеса да допринася за устойчивото икономическо развитие, трудовите отношения с работниците, техните семейства, местната общност и обществото като цяло за подобряване качеството на живот.
Според „Международния форум на бизнес-лидерите" корпоративната социална отговорност се разбира като популяризиране на практиките на отговорния бизнес, които носят полза на бизнеса и обществото и подпомагат социалното, икономическо и екологично устойчиво развитие чрез максимизиране на положителното влияние на бизнеса върху обществото и минимизиране на негативното.
В Зелената книга на Европейската комисия корпоративната социална отговорност има следната дефиниция: „Декларирайки своята социална отговорност и доброволно поемайки задължения, които надхвърлят общите законови и обичайни изисквания, които трябва да се спазват при всички случаи, фирмите се стараят да повишат стандартите за социално развитие, защита на околната среда и уважение на основните права и приемат да прилагат отворено управление, да съгласуват интересите на всички заинтересовани страни в общ подход за качество и устойчивост".
Корпоративната социална отговорност във всички дефиниции се приема като форма на корпоративно стратегическо управление, което поставя стандартите за ръководство на по-високо от правната принуда ниво, и представят КСО като система за управление на взаимоотношенията между фирмата и обкръжаващата я среда (заинтересованите страни - лице или група, която има интереси при вземане на решения или от действия на дадена организация).

## Области на КСО
Корпоративната социална отговорност е концепция, чрез която компаниите интегрират социалните ангажименти и загрижеността за околната среда в своите бизнес операции и във взаимоотношенията с партньорите си на доброволни начала. Най-общо социалната отговорност обхваща ангажиментите на бизнеса към обществото, разширяването на техния кръг извън икономическите функции и включването на социалните дейности като необходимоприсъщи. По-конкретно КСО е насочена в следните области:

### Общество
- облагородяване на градската среда
- PR дейности със социален ефект
- доброволен труд
- подпомагане и социална интеграция на сираци, деца и възрастни хора в домове
- опазване на културно-историческото наследство
- качество и безопасност на продуктите
- дарения
- спонсорства

### Околна среда
- контрол върху замърсяването
- възстановяване или опазване на околната среда
- съхраняване на природните ресурси
- рециклиране
- разходи за енергийна ефективност и намаляване замърсяването на околната среда
- управление на въздействието на околната среда и природните ресурси

### Човешки капитал и условия на труд
- развитие на здравословни и безопасни условия на труд
- обучение и развитие на персонала
- подпомагане развитието на кариерата
- доброволчески програми за служители
- програми за обективно и справедливо заплащане
- удовлетвореност и ангажираност на служителите

### Знание и образование
- стипендии за подпомагане на хора в неравностойно положение
- предоставяне на инструменти, материали за часовете по практика в училище
- осигуряване на платени стажове
- насърчаване на младите интелигентни хора

### Маркетинг, свързан с кауза
- продуктови дарения

## Развитие на КСО
Концепцията за Корпоративна социална отговорност (КСО) възниква в Съединените щати през 60-те години на ХХ в. в резултат на дебати за социалното поведение на многонационалните корпорации. Първият в историята доклад на тази тема е подготвен от американска фирма за сладолед Ben&Jerry's, но най-яркият пример за проява на корпоративна социална отговорност е петролният гигант „Шел“ (Shell). В отговор на разрастваща се криза и сериозни финансови проблеми, през 1995 компанията решава да потопи своя нефтена платформа в Северно море. Намерението ѝ обаче среща остро неодобрение от страна на медиите и обществеността, а клиентите дори бойкотират продуктите ѝ. Случката прераства в скандал и „Шел“ се отказва от плановете си. Впоследствие отразява действията си в аналитичен доклад със заглавие „Печалба или принципи. Трябва ли да избираме?“. Така остава в историята като компанията, поставила основите на корпоративната социална отговорност.
В Европа понятието „корпоративна социална отговорност“ е сравнително ново. За първи път се използва през 1993 г., когато тогавашният председател на Европейската комисия Жак Делор се обръща към европейския бизнес с апела да провежда политика на социално ангажирано поведение. През 2002 г. Асоциацията за външна търговия (FTA) в Брюксел насочва усилията си към създаването на обща платформа на различните европейски етични кодекси и поставя основите на обща европейска система за мониторинг за социално съгласие. През март 2003 г. асоциацията официално създава сдружението Бизнес инициативата за социално съгласие (Business Social Compliance Initiative – BSCI), което да разработи Европейската програма за социално съгласие в бизнеса. Днес членове на BSCI са всички световни корпорации – „Шел“, „Ливайс“, „Филип Морис“, „Нестле“, „Бритиш Еъруейз“, „Водафон“, „Форд“, „Дженерал моторс“, и др., а техните доставчици трябва да отговарят на международните социални стандарти. Това е стимул за фирмите да се сертифицират по SA 8000 – документът, който днес удостоверява социалната им отговорност.
С времето концепцията се превръща в успешна бизнес стратегия за устойчиво развитие, която помага на компаниите не само да увеличат влиянието си на пазара, но и да си изградят положителен публичен образ. Хората днес са толерантни към предприятия, които участват в благотворителни инициативи и подпомагат финансово-културни и обществени мероприятия. Уважават се и усилията им за опазване на околната среда чрез рециклиране на ненужни консумативи (тонери, хартия, стъкла, пластмасови опаковки и др.), въвеждане на мерки за енергийна ефективност и за пречистване или унищожаване на опасни производствени отпадъци. От друга страна, служителите търсят работодатели, които им предлагат не просто добро възнаграждение, а и подходящ социален пакет с грижа за тях и за членовете на семействата им. Да бъдеш в помощ на общността, чрез действията си може да бъде изключително удовлетворяващо. Най-голямото вдъхновение за служителите е да работят рамо до рамо в мисия на Добротата. В резултат се създава чувство на сплотеност и екипност, които остават в съзнанието на служителя дълго, след като се е върнал на работното си място. Тийм билдинг програмите с корпоративна социална отговорност (КСО) дават възможност на компаниите да помогнат за покриването на редица, човешки нужди, вълнуващи служителите им. Чрез участието в забавни, динамични и иновативни тийм билдинг програми, екипите влияят по един позитивен и значим начин върху живота на хората в нужда. Едновременно със забавлението по време на съвместната работа в КСО тийм билдинг програмите служителите ще изпитат чувство на отговорност и целенасоченост в изпълнението на значимата кауза. Така, с бавни стъпки и независимо от различните си форми и проявления, корпоративната социална отговорност постепенно превзема компаниите по света.

## Стратегия
Стратегия за корпоративна социална отговорност за периода 2009 – 2013 г. Стратегията по корпоративна социална отговорност е документ, чрез който правителството представя своята визия и приоритетни цели за насърчаване на корпоративната социална отговорност. По този начин се представя активната позиция на държавата, насочена към създаване и укрепване на среда, която благоприятства развитието и прилагането на социално отговорни практики, създаване на предпоставки за активно доброволно участие на всички заинтересовани страни – държавните институции, бизнеса, организациите на социалните партньори, неправителствените организации, академичните среди, медиите и други. В по-дългосрочна перспектива се очаква да бъде постигнат напредък за повишаване качеството на живот и благосъстоянието на българските граждани чрез осигуряване на устойчиво икономическо развитие на страната. Планът за изпълнение на Стратегията за корпоративна социална отговорност за периода 2009 – 2010 г. е приет с Протокол на Министерския съвет № 46.15 от 25 ноември 2009 г.
Документът е валиден до края на: 2013 г. Документът е приет с Протокол № 46.15 на Министерския съвет от 25.11.2009 г.

## Европейски съюз и КСО
Корпоративната социална отговорност означава компаниите да работят доброволно, без да са принуждавани от закона, за постигане на социални и екологични цели по време на техните ежедневни бизнес дейности. Европейската комисия насърчава приобщаващи и качествени практики по отношение на заетостта в предприятията. Това се отнася особено за международните вериги на доставки и свързаното с тях зачитане на човешките права. Гъвкавостта и сигурността на пазара на труда (flexicurity) и управлението на многообразието са все по-актуални въпроси, с които компаниите трябва да се занимават. Иновациите в областите на грижата за здравето на служителите, бизнес образованието и ученето през целия живот, както и екологичните въпроси също са част от програмата на КСО, за която се провеждат дискусии с участието на множество заинтересовани страни.
Комисията е домакин на срещи между специалисти в областта на КСО от страните членки и много други заинтересовани страни. Редовно се публикуват покани за представяне на предложения за проекти за насърчаване на обмена и споделяне на добри практики.

## Проучвания
Базовото проучване на разбирането и практиките на корпоративната социална отговорност в България бе замислено в първата половина на 2006 година в рамките на българската мрежа на Глобалния договор в България. То има за цел да установи какви са разбирането и нагласите към корпоративната социална отговорност сред големите и средни фирми, както и сред компаниите-членки на Глобалния договор в България. Анализите на основните модели и практики, факторите, които възпират и които насърчават корпоративната отговорност, са важни за доброто планиране на бъдещите проекти на Мрежата на ГД в България, насърчаващи повече фирми да възприемат такова бизнес поведение.
Фондация „Помощ за благотворителността в България“ е естествен партньор на проучването заради дългогодишния си опит като наблюдател на процесите на отговорно и стратегически обмислено дарителство и работата си с български фирми, които работят за оптимизирането на социалните си програми. В подготовката на проучването беше взето предвид наученото от изследването на Фондацията от 2005 година за социалната отговорност като част от по-широко проучване на развитието на благотворителността в България.
Настоящето проучване беше възложено на агенция Алфа Рисърч заради опита на агенцията в проучването на дарителските нагласи на фирми и граждани. За проучването бе избрана методология, която съчетава количествени и качествени методи. 37 представители на фирмите, които отговарят за социалната отговорност, се включиха в качественото проучване. Стандартизираното интервю със 121 фирми набра количествените данни.
Анализът представя картина на увеличаващ се интерес към отговорно бизнес поведение сред големите и средни компании в България. Социалната отговорност се определя като ценност и фирмите се грижат с практикуваните от тях дейности да получат такава репутация. Необходими са обаче още усилия за по-доброто планиране, реализиране и оценяване на социално отговорните програми. Бизнес мрежи, неправителствени организации, медии и самите компании трябва да работят за увеличаване на капацитета за осъществяване на дългосрочни и ефективни социално отговорни дейности.